# تهته
تهته (به انگلیسی: Thatta) یک شهر در پاکستان است که در ناحیه تهته واقع شده‌است. تهته ۲۲۰٬۰۰۰ نفر جمعیت دارد. در منابع فارسی به تته معروف است.